# 1752

## Събития
- Започва т. нар. „Война на буфонистите“ – спор между привържениците на сериозната и комичната опери.
- Започва строителството на Кралския дворец в Казерта, Италия.
- Написана е философската повест „Микромегас“ от френския философ и сатирик Волтер.
- Основано е „Училището за изящни изкуства и дизайн“ в Марсилия.
- Публикуван е романът на Шарлот Ленъкс „Женският Кихот или приключенията на Арабела“.
- Състои се премиерата на операта Исипиле на германския композитор Кристоф Глук в Прага.
- 4 февруари – Джордж Вашингтон е положен за масон във Фредериксбърг.
- 23 февруари – Открита е спиралната галактика M83 от френския астроном Никола Луи дьо Лакай.
- 11 март – Създаден е окръг Бъркс в Югоизточна Пенсилвания, САЩ.
- 10 април – Слага се край на съществуването на Кралската африканска компания.
- 12 април – Испанският крал Фернандо VI основава Кралска академия за изящни изкуства Сан Фернандо.
- 3 май – Започва строителството на църквата „Христофороскирхе“ в град Висбаден, Германия, официално е осветена на 15 септември 1754 г.
- 4 май – Започва строителството на църквата в град Лухсинген, Швейцария, официалното откриване се състои на 27 септември същата година.
- 6 юни – Пожар унищожава 18 000 къщи в Москва.
- 17 юли – С указ на Императрица Мария Терезия е създадена „Комисията по целомъдрието“ във Виена, просъществувала до началото на 19 век.
- 31 юли – Открита е Зоологическата градина Шьонбрун във Виена, Австрия.
- 2 септември – Англия, Уелс, част от Канада – Нюфаундленд и Хъдсън бей коуст, част от САЩ – Източно крайбрежие на САЩ, Вашингтон и Орегон преминават към григорианския календар и 2 септември е последван от 14 септември.
- 18 октомври – Състои се премиерата на операта „Селският гадател“ на Жан-Жак Русо в двореца Фонтенбло пред краля на Франция Луи XV.
- 4 ноември – Състои се премиерата на операта Ла Клеменза ди Тито на германския композитор Кристоф Глук в Неапол.

## Родени
- Абрахам Бинг, немски равин († 1841 г.)
- Андреас Лейкам, немски издател († 1826 г.)
- Андрю Мур, американски политик († 1821 г.)
- Бенджамин Мюлер, първият кмет на град Вроцлав († 1816 г.)
- Бернхард фон Тюркхайм, кмет на град Страсбург († 1831 г.)
- Готлиб Зайдл, немски юрист († 1823 г.)
- Готлиб Кристман, немски ботаник († 1836 г.)
- Джон Лох, протестантки свещеник († 1841 г.)
- Джонатан Батъл, английски предприемач († 1805 г.)
- Джоузеф Бюхайм, немски поет († 1811 г.)
- Джоузеф Гарднър, американски лекар († 1794 г.)
- Игнац фон Рор, немски генерал († 1823 г.)
- Исак Дитли, немски писател († 1793 г.)
- Йохан Бок, немски гравьор († ? г.)
- Йохан Кристиан Шух, кралски градинар († 1813 г.)
- Йохан Кристман, немски композитор († 1817 г.)
- Йохан фон Еренбург, немски генерал († 1817 г.)
- Йохан фон Хенрикс, немски генерал († 1834 г.)
- Йохан Шаумбург, немски орнитолог († 1831 г.)
- Карл Расп, немски художник († 1807 г.)
- Карол Сераковски, полски генерал († 1820 г.)
- Ламброс Кацонис, гръцки военноначалник († 1805 г.)
- Леви Кейси, американски политик († 1807 г.)
- Либерих фон Норденфлих, немски инженер († 1815 г.)
- Луи-Мари Прюдом, френски журналист († 1830 г.)
- Мануел Аруда да Камара, бразилски ботаник († 1810 г.)
- Матео Дезидерато, италиански художник († 1827 г.)
- Матиас Висхофел, австрийски борец за свобода († 1819 г.)
- Нуй Серанг, национален герой на Индонезия († 1838 г.)
- Пиер Жозеф Бонатере, френски естествоизпитател († 1804 г.)
- Салватор Емил фон Манчини, немски генерал († 1818 г.)
- Томас Брейди, ирландски генерал († 1827 г.)
- Томас Хардуик, британски архитект († 1829 г.)
- Тории Кийонага, японски художник († 1815 г.)
- Уилям Първис, английски певец († 1832 г.)
- Франц Лудвиг фон Хелмстат, немски фелдмаршал († 1841 г.)
- Франц Келер, немски скулптор († 1827 г.)
- Франческо Бианки, италиански композитор († 1810 г.)
- Фридрих Вилхелм фон Клайст, немски полковник († 1822 г.)
- Хайнрих фон Офенберг, немски благородник († 1827 г.)
- Харитон Рилски, български духовник († ? г.)
- Чарлз Джонсън, американски политик († 1802 г.)
- Якоб Райд, американски юрист († 1816 г.)
- 1 януари – Бетси Рос, американка, ушила първият американски флаг († 1836 г.)
- 2 януари – Жан Жозеф Транчот, френски географ († 1815 г.)
- 2 януари – Николас Оуен, уелски свещеник († 1811 г.)
- 2 януари – Филип Френо, американски поет († 1832 г.)
- 2 януари – Францишек Заблоцки, полски поет († 1821 г.)
- 2 януари – Шарлоте фон Гилза, немска игуменка († 1822 г.)
- 3 януари – Йоханес фон Мюлер, швейцарски историк († 1809 г.)
- 4 януари – Адолф Фурчау, немски педагог († 1819 г.)
- 4 януари] – Дейвид Хол, американски политик († 1817 г.)
- 4 януари] – Хари Инес, американски съдия († 1816 г.)
- 5 януари – Вилхелм Амсинк, немски сенатор († 1831 г.)
- 6 януари – Пиер Буше, френски лекар († 1794 г.)
- 10 януари – Карл Лудвиг Поршке, немски философ († 1812 г.)
- 10 януари – Лоран Трюге, френски адмирал († 1839 г.)
- 10 януари – Чарлз Константин Хесен-Ротенбург, немски принц († 1821 г.)
- 12 януари – Джордж Бейлър, американски офицер († 1784 г.)
- 12 януари – Филип Вайгел, немски бенедиктински монах († 1826 г.)
- 13 януари – Елеонора Пиментел, италианска поетеса († 1799 г.)
- 13 януари – Филип Анструтър-Патерсън, шотландски политик († 1808 г.)
- 16 януари – Джон Дейвънпорт, американски политик († 1830 г.)
- 16 януари – Джордж Кабот, американски политик († 1823 г.)
- 16 януари – Николас-Франсоа Гилард, френски либретист († 1814 г.)
- 16 януари – Франтишек Стеински, чешки художник († 1816 г.)
- 17 януари – Уилям Стивънс, американски съдия († 1819 г.)
- 18 януари – Александър Куракин, руски дипломат († 1818 г.)
- 18 януари – Александър Линдзи, британски генерал († 1825 г.)
- 18 януари – Джон Наш, британски архитект († 1835 г.)
- 18 януари – Йосия Льофлер, немски теолог († 1816 г.)
- 18 януари – Луи Дюфрен, френски орнитолог († 1832 г.)
- 18 януари – Франческо Карачоло, италиански адмирал († 1799 г.)
- 19 януари – Джеймс Морис III, американски офицер († 1820 г.)
- 20 януари – Жан-Батист Радет, френски драматург († 1830 г.)
- 22 януари – Робърт Смит, 1-ви Барон на Карингтън, британски политик († 1838 г.)
- 22 януари – Уилям Люис, американски юрист († 1819 г.)
- 23 януари – Муцио Клементи, италиански пианист († 1832 г.)
- 25 януари – Уилям Къртис, британски политик († 1829 г.)
- 25 януари – Фридрих Валентин, немски скулптор († 1819 г.)
- 28 януари – Бернхард Андерс, австрийски офицер († 1827 г.)
- 28 януари – Георг Кьонтген, немски гравьор († 1799 г.)
- 29 януари – Джон Маклауд, британски генерал († 1833 г.)
- 29 януари – Пиер Мартин, френски офицер († 1820 г.)
- 29 януари – Франц Карл Нелесен, немски производител на текстил († 1819 г.)
- 31 януари – Губернатор Морис, американски политик († 1816 г.)
- 31 януари – Николаус Оуцен, немски историк († 1826 г.)
- 1 февруари – Бласиус Балтешвилер, швейцарски предприемач († 1832 г.)
- 4 февруари – Герит Паапе, холандски поет († 1803 г.)
- 5 февруари – Антон Валтер, австрийски майстор на рояли († 1826 г.)
- 5 февруари – Георг Дацел, немски свещеник († 1847 г.)
- 5 февруари – Самюел Филипс младши, американски учен († 1802 г.)
- 6 февруари – Карл Хорват, немски книжар († 1837 г.)
- 7 февруари – Паскал Фиорела, френски генерал († 1818 г.)
- 8 февруари – Жан-Батист дьо Рошешуар, френски генерал († 1812 г.)
- 9 февруари – Ебенезер Спрот, американски офицер († 1805 г.)
- 11 февруари – Даниел Шюрман, немски педагог († 1838 г.)
- 12 февруари – Джон Смит, американски политик († 1816 г.)
- 12 февруари – Доротея Акерман, немска актриса († 1821 г.)
- 13 февруари – Джовани Фаброни, италиански астроном († 1822 г.)
- 13 февруари – Луизе фон Гьочхаузен, немска придворна дама († 1807 г.)
- 14 февруари – Игнац Паприон, австрийски историк († 1812 г.)
- 16 февруари – Луиджи Саволкс, италиански кардинал († 1822 г.)
- 17 февруари – Кристиян Асман, немски икономист († 1836 г.)
- 17 февруари – Фридрих Максимилиан Клингер, немски драматург († 1831 г.)
- 19 февруари – Симон Асемани, италиански професор († 1821 г.)
- 19 февруари – Франческо Русполи, италиански благородник († 1829 г.)
- 20 февруари – Йохан Карл Вилхелм Фойгт, немски минералог († 1821 г.)
- 21 февруари – Натаниъл Рочестър, американски политик († 1831 г.)
- 22 февруари – Бенедикт Цимер, немски богослов († 1820 г.)
- 23 февруари – Симон Кнефац, хърватски писател († 1819 г.)
- 24 февруари – Вилхелм Бьотнер, немски художник († 1805 г.)
- 24 февруари – Каспар Оексле, немски свещеник († 1820 г.)
- 25 февруари – Джон Грейвс Симко, британски губернатор († 1806 г.)
- 26 февруари – Джеймс Уинчестър, американски генерал († 1826 г.)
- 26 февруари – Фридрих Карл Вилхелм фон Хоенлое-Ингелфинген, австрийски лейтенант († 1815 г.)
- 27 февруари – Кристиан Асман, немски икономист († 1822 г.)
- 27 февруари – Уилям Лин, презвитериански свещеник († 1808 г.)
- 28 февруари – Жан-Денис Франсоа Камю, френски свещеник († 1814 г.)
- 28 февруари – Йохана Луизе фон Вертер, немска графиня († 1811 г.)
- 28 февруари – Уилям Вашингтон, американски офицер († 1810 г.)
- 29 февруари – Джордж Хендли, американски политик († 1793 г.)
- 2 март – Герхард Антон фон Халем, немски писател († 1819 г.)
- 3 март – Томас Харди, британски реформатор († 1832 г.)
- 5 март – Лендерт Вервант Младши, холандски архитект († 1801 г.)
- 7 март – Вилхелм Кристиан Мюлер, немски писател († 1831 г.)
- 7 март – Карл Фридрих Крамер, немски писател († 1807 г.)
- 8 март – Йохан Вилхелм Райнхард, немски банкер († 1826 г.)
- 8 март – Йохан Шьопф, немски ботаник († 1800 г.)
- 8 март – Робърт Клифърд, английски спортист († 1811 г.)
- 8 март – Уилям Бингам, американски политик († 1804 г.)
- 9 март – Йохан Георг Хайнрих Йозеф фон Флеминг, полски благородник († 1830 г.)
- 10 март – Лудвиг фон Флюе, швейцарски офицер († 1817 г.)
- 11 март – Джоузеф Малбьоф, канадски политик († 1823 г.)
- 11 март – Чарли Хастингс, британски офицер († 1823 г.)
- 13 март – Йозеф Рейха, чешки композитор († 1795 г.)
- 14 март – Жан-Франсоа Моулин, френски офицер († 1810 г.)
- 14 март – Йозеф Малински, чешки скулптор († 1827 г.)
- 14 март – Клод-Жан Мартин, френски офицер († 1827 г.)
- 16 март – Антоан Сантере, френски революционер († 1809 г.)
- 19 март – Валентин фон Масов, пруски маршал († 1817 г.)
- 19 март – Джузепе Колучи, италиански лекар († 1809 г.)
- 19 март – Хайнрих Паулицки, немски лекар († 1791 г.)
- 21 март – Мери Кийс, първата жена, получила патент за изобретяването на процес за изплитане на сламени изделия с помощта на коприна или прежда († 1837 г.)
- 21 март – Морис д'Елбе, френски генерал († 1794 г.)
- 23 март – Фридрих Вилхелм фон Реден, немски металург († 1815 г.)
- 24 март – Йохан Петер Петри, разбойник, на който евентуално е кръстена играта „Черен Петър“ († 1812 г.)
- 25 март – Хайнрих фон Белегарде, немски граф († 1830 г.)
- 26 март – Петер Вилхелм фон Карнап, немски политик († 1824 г.)
- 31 март – Гавриил Добринин, руски писател († 1824 г.)
- 1 април – Готлоб Баумгартен-Крузиус, немски теолог († 1816 г.)
- 1 април – Паскуал Руис Уидобро, испански политик († 1813 г.)
- 4 април – Йосиф фон Дейм, чешки скулптор († 1804 г.)
- 4 април – Йохан Карл Гомбарт, немски флейтист († 1816 г.)
- 4 април – Николо Дзингарели, италиански композитор († 1837 г.)
- 9 април – Рудолф Захария Бекер, немски писател († 1822 г.)
- 12 април – Доменикус Майер, немски игумен († 1823 г.)
- 12 април – Йохан Шнайдер, немски епископ († 1818 г.)
- 12 април – Хайнрих XLIII Ройс цу Кьостриц, немски граф († 1814 г.)
- 19 април – Фридерике Брион, любима на Гьоте († 1813 г.)
- 21 април – Хъмфри Рептън, британски архитект († 1818 г.)
- 22 април – Георг Йоаким Гошен, немски издател († 1828 г.)
- 24 април – Хенри Латимър, американски политик († 1819 г.)
- 28 април – Мацумура Госюн, японски художник († 1811 г.)
- 29 април – Теодор Фостър, американски политик († 1828 г.)
- 2 май – Лудвиг Лебрун, немски композитор († 1790 г.)
- 3 май – Улхрих Шиег, бенедиктински монах († 1810 г.)
- 4 май – Джон Брукс, американски политик († 1825 г.)
- 5 май – Йохан Тобиас Майер, немски физик († 1830 г.)
- 9 май – Йохан Лейзевиц, немски писател († 1806 г.)
- 10 май – Мария Амалия Августа, немска принцеса († 1828 г.)
- 10 май – Пиер Руел дьо Бурнонвил, френски генерал († 1821 г.)
- 10 май – Ханс Георг Александър Фридрих фон Колер, пруски политик († 1820 г.)
- 11 май – Йохан Албрехт, немски лекар († 1814 г.)
- 11 май – Йохан Фридрих Блуменбах, немски биолог († 1840 г.)
- 12 май – Инфант Габриел Испански, испански принц († 1788 г.)
- 14 май – Албрехт Таер, немски учен († 1828 г.)
- 14 май – Тимъти Дуайт, американски поет († 1817 г.)
- 14 май – Юлиане Рейхард, немски композитор († 1783 г.)
- 15 май – Йохан Хунчовски, австрийски лекар († 1798 г.)
- 16 май – Карл Фюгер, немски юрист († 1830 г.)
- 17 май – Томас Боуде, американски политик († 1822 г.)
- 19 май – Филип Уитуър, немски лекар († 1792 г.)
- 22 май – Йохан Маца, немски политик († 1828 г.)
- 22 май – Луи Лежандър, френски политик († 1797 г.)
- 24 май – Томсън Скинър, американски политик († 1809 г.)
- 31 май – Джон Марш, английски композитор († 1828 г.)
- 2 юни – Конрад Фрон, немски политик († 1829 г.)
- 4 юни – Джон Ийгър Хауърд, американски политик († 1827 г.)
- 5 юни – Себастиан Ерар, френски майстор на музикални инструменти († 1831 г.)
- 9 юни – Йозеф Самбуга, немски богослов († 1815 г.)
- 11 юни – Кристиан фон Хаугвиц, Министър-председател на Прусия († 1832 г.)
- 13 юни – Фани Бърни, английска писателка († 1840 г.)
- 16 юни – Вернхарт Дитли, немски предприемач († 1831 г.)
- 16 юни – Кристиан Фуетер, швейцарски гравьор († 1844 г.)
- 16 юни – Майнгосус Гаеле, немски богослов († 1816 г.)
- 16 юни – Салават Юлаев, башкирски национален герой († 1800 г.)
- 17 юни – Кристиан Клостермайер, немски историк († 1829 г.)
- 26 юни – Кристиан Киндтен, немски производител на органи († 1803 г.)
- 28 юни – Карл фон Екартсхаузен, немски философ († 1803 г.)
- 28 юни – Пиер Жозеф дьо Бошан, френски астроном († 1801 г.)
- 1 юли – Ернст Филип фон Сенсбург, немски дипломат († 1831 г.)
- 1 юли – Жан-Батист Лешевалие, френски астроном († 1836 г.)
- 3 юли – Хайнрих Хенке, немски богослов († 1809 г.)
- 5 юли – Люк Ханзард, английски печатар († 1828 г.)
- 5 юли – Питър Сварт, американски политик († 1829 г.)
- 7 юли – Жозеф Мари Жакард, френски тъкач († 1834 г.)
- 10 юли – Дейвид Хъмфрис, американски полковник († 1818 г.)
- 10 юли – Примус Коч, немски пастор († 1812 г.)
- 14 юли – Андреас Джоузеф Хофман, немски философ († 1849 г.)
- 17 юли – Барнаба Ориани, италиански математик († 1832 г.)
- 23 юли – Емануел фон Шимонски, полски епископ († 1832 г.)
- 23 юли – Марк Огюст Пикте, швейцарски физик († 1825 г.)
- 27 юли – Албрехт Лазиус, немски богослов († 1819 г.)
- 27 юли – Амбруаз Мари Франсоа Жозеф Пализо де Бовуа, френски ботаник († 1820 г.)
- 27 юли – Георг Вебер, немски ботаник († 1828 г.)
- 27 юли] – Самюъл Смит, американски политик († 1839 г.)
- 30 юли – Йохан Андреас фон Трайтур, немски инженер († 1825 г.)
- 2 август – Анастасий Луис Менкен, пруски политик († 1801 г.)
- 2 август – Жан-Батист д'Одет, епископ на Лозана († 1803 г.)
- 4 август – Карл Колбиелски, полски политически агент и публицист († 1831 г.)
- 5 август – Йохан Филип Бах, немски художник († 1846 г.)
- 6 август – Луиз фон Сакс-Майнинген, немска принцеса († 1805 г.)
- 10 август – Йохан Стюве, немски богослов († 1793 г.)
- 12 август – Йохан Болтен, немски юрист († 1835 г.)
- 13 август – Мария-Каролина Австрийска, кралица на Неапол и Сицилия († 1814 г.)
- 20 август – Петер Окс, швейцарски политик († 1821 г.)
- 20 август – Фридерика Каролина Луиза фон Хесен-Дармщат, немска принцеса († 1782 г.)
- 21 август – Жак Ру, френски революционер († 1794 г.)
- 21 август – Мишел Бернар дьо Мангорит, френски посланик († 1829 г.)
- 22 август – Йохан Енде, немски теолог († 1821 г.)
- 23 август – Ебенезер Елмър, американски политик († 1843 г.)
- 24 август – Карл Мак фон Лайберих, австрийски фелдмаршал († 1828 г.)
- 25 август – Луиза Фюрстенщайн, немска пианистка († 1803 г.)
- 26 август – Леополд фон Клайст, немски офицер († 1830 г.)
- 27 август – Георг Фридрих Фрайхер фон Центнер, немски юрист († 1835 г.)
- 30 август – Абел Бурия, немски математик († 1816 г.)
- септември – Джон Уилямс, американски политик († 1806 г.)
- 4 септември – Лудвиг Бенда, немски композитор († 1792 г.)
- 6 септември – Георг Вилхелм Кирш, немски учен († 1829 г.)
- 8 септември – Йохан Менке, немски писател († 1795 г.)
- 13 септември – Бенедикте Науберт, немски писател († 1819 г.)
- 18 септември – Адриен Мари Лежандър, френски математик († 1833 г.)
- 18 септември – Георг Бределин, немски писател († 1814 г.)
- 19 септември – Казимир Вилхелм фон Шолтен, датски генерал († 1810 г.)
- 20 септември – Йероним Стройновски, полски религиозен деятел († 1815 г.)
- 21 септември – Луиза фон Строберг-Геден, графиня на Албания († 1815 г.)
- 24 септември – Карл фон Саксония, принц на Саксония († 1781 г.)
- 25 септември – Карл Стенборг, шведски композитор († 1813 г.)
- 27 септември – Огюст дьо Шоазьол-Гуфие, френски посланик († 1817 г.)
- 30 септември – Юстин Кнехт, немски композитор († 1817 г.)
- 2 октомври – Йохан Готфрид Хемпел, немски лекар († 1817 г.)
- 4 октомври – Елизабет Аугуста Вендлинг, немска певица († 1794 г.)
- 6 октомври – Мариано Салватиера, испански скулптор († 1808 г.)
- 6 октомври – Жан Луиз Анриет Жоне, мадам Кампан, френска педагожка († 1822 г.)
- 8 октомври – Франсиско Кабарус, испански граф († 1810 г.)
- 8 октомври – Хайнрих Варнекрос, немски педагог († 1807 г.)
- 11 октомври – Леополд фон Брауншвайг-Волфенбютел, пруски генералмайор († 1785 г.)
- 14 октомври – Ернст Лудвиг Колб, граф фон Вартенберг, немски граф († 1818 г.)
- 16 октомври – Адолф фон Книге, немски писател († 1796 г.)
- 16 октомври – Йохан Айкхорн, немски теолог († 1827 г.)
- 17 октомври – Джейкъб Брум, американски политик († 1810 г.)
- 17 октомври – Себасиан Сиймилър, немски теолог († 1798 г.)
- 20 октомври – Давид Лукас Кюхл, немски адвокат († 1837 г.)
- 21 октомври – Камеда Босай, японски художник († 1826 г.)
- 28 октомври – Чонджо, корейски император († 1800 г.)
- 29 октомври – Франсоа Вергес, френски генерал († 1798 г.)
- ноември – Джон Уилкс Китера, американски политик († 1801 г.)
- 1 ноември – Йосиф Зайончек, полски генерал († 1826 г.)
- 1 ноември – Йохан Вебер, швейцарски генерал († 1799 г.)
- 2 ноември – Андрей Разумовски, руски дипломат († 1836 г.)
- 4 ноември – Алдефонс Шварц, немски теолог († 1794 г.)
- 4 ноември – Джордж Финч, английски благородник († 1826 г.)
- 5 ноември – Йенс Холмбое, норвежки съдия († 1794 г.)
- 10 ноември – Вилхелм Баварски, херцог на Бавария († 1837 г.)
- 11 ноември – Лудвиг Тимотей Спитлер, немски историк († 1810 г.)
- 15 ноември – Вилхелм Маренхолц, немски политик († 1808 г.)
- 15 ноември – Йохан Херлеин, немски художник († 1814 г.)
- 15 ноември – Натаниел Чипман, американски политик († 1843 г.)
- 17 ноември – Каспар Войт, немски търговец († 1839 г.)
- 18 ноември – Адам Гаспари, немски географ († 1830 г.)
- 18 ноември – Джоузеф Хестър, американски политик († 1832 г.)
- 19 ноември – Джордж Кларк, американски военноначалник († 1818 г.)
- 20 ноември – Йохан Саутер, швейцарски политик († 1824 г.)
- 20 ноември – Кристиан фон Цвайбрюкен, баварски офицер († 1817 г.)
- 20 ноември – Леополд Лайер, словенски художник († 1828 г.)
- 20 ноември – Мари Жан Франсоа Ардон, френски политик († 1799 г.)
- 20 ноември – Робърт Райт, американски политик († 1826 г.)
- 20 ноември – Томас Чатъртън, английски поет († 1770 г.)
- 21 ноември – Филип Луи дьо Ноай, френски политик († 1819 г.)
- 24 ноември – Конрад Хубер, немски художник († 1830 г.)
- 25 ноември – Йохан Рейхард, немски композитор († 1814 г.)
- 25 ноември – Хайнрих Юлий Александър фон Калб, немски лейтенант(† 1806 г.)
- 27 ноември – Георг Ернст Левин фон Винцингероде, немски държавник († 1834 г.)
- 3 декември – Георг Фукс, немски композитор († 1821 г.)
- 3 декември – Леонард Гиленхал, шведски офицер († 1840 г.)
- 6 декември – Андре-Хубърт Фурне, френски свещеник († 1834 г.)
- 6 декември – Йохан Николаус Небел, немски политик († 1828 г.)
- 6 декември – Габриел Дювал, американски политик († 1844 г.)
- 6 декември – Кристиан Есмарх, немски офицер († 1820 г.)
- 8 декември – Плацид Спеша, бенедектински монах († 1833 г.)
- 10 декември – Йохан Хубертус, австрийски хирург († 1828 г.)
- 10 декември – Кристиан Абрахам Хайнекен, немски политик († 1818 г.)
- 12 декември – Едуард Смит-Стенли, британски политик († 1834 г.)
- 14 декември – Кристоф Тиедж, немски поет († 1841 г.)
- 15 декември – Андре да Силва Гомес, португалски композитор († 1844 г.)
- 17 декември – Петер Йозеф Крамер фон Клауспруч, немски свещеник († 1820 г.)
- 19 декември – Исак де Риваз, френски изобретател († 1828 г.)
- 22 декември – Фридрих Вилхелм Кристиан фон Застров, пруски генерал († 1830 г.)
- 23 декември – Франц Тидеман, немски сенатор († 1836 г.)
- 26 декември – Йохан Филип Бехер, немски минералог († 1831 г.)
- 27 декември – Йохан Медерич, австрийски композитор († 1835 г.)
- 27 декември – Карл Поге, немски бизнесмен († 1840 г.)
- 29 декември – Нейтън Дейн, американски юрист († 1835 г.)
- 30 декември – Антонин Крафт, чешки композитор († 1820 г.)
- 31 декември – Йохан Филип Бекман, немски юрист († 1814 г.)

## Починали
- Алесио де Марчис, италиански художник (* 1684)
- Анибал Маркес де Скоти, испански благородник (* ?)
- Антон Солниц, немски композитор (* 1708)
- Атанасий II Гаврилович, православен духовник (* ?)
- Викентиос Дамодос, гръцки философ (* 1700)
- Вилхелм Ебнер фон Ешенбах, немски учен (* 1673)
- Гент Мелхор де Солис, испански благородник (* ?)
- Джовани Меле, италиански композитор (* 1701)
- Джон Шор, английски музикант (* 1662)
- Игнац фон Лазан, немски генерал (* ?)
- Йохан Бенда, немски композитор (* 1713)
- Йохан Освалд, немски работодател (* 1712)
- Йоханес Хофел, швейцарски лекар (* 1669)
- Йоханес Шуц, немски строител (* 1704)
- Ли Е, китайски поет (* 1692)
- Максимилиан Кайетан, граф фон Тоеринг-Зеефелд, немски благородник (* 1670)
- Мартин Бенсън, английски духовник (* 1689)
- Михаил Ханш, немски философ (* 1683)
- Пол фон Кюжа, немски генерал (* ? г.)
- Самал Патерсън Ламхоудж, министър-председател на Фарьорските острови (* ?)
- Якопо Амигони, италиански художник (* 1675)
- Ян Дейбел, полски архитект (* 1687)
- 2 януари – Йохан фон Лаз Унд Бернице, немски генерал (* 1687 г.)
- 4 януари – Габриел Крамер, швейцарски математик (* 1705 г.)
- 4 януари – Хайнрий Плюшау, немски мисионер (* 1676 г.)
- 6 януари – Помпео Алдрованди, италиански кардинал (* 1668 г.)
- 9 януари – Богуслав Улрих фон Бонин, немски поет (* 1682 г.)
- 9 януари – Хайнрих Вамбес дьо Флоримонт, френски генерал (* 1663 г.)
- 10 януари – Пол Егел, немски скулптор (* 1691 г.)
- 11 януари – Джовани Батиста Скарамели, италиански йезуит (* 1687 г.)
- 11 януари – Якоб Фрей, швейцарски гравьор (* 1681 г.)
- 14 януари – Дежасахауам Пилай, католически светец (* 1712 г.)
- 18 януари – Жоан Фредерико Людовиче, португалски архитект (* 1670 г.)
- 19 януари – Йохан Блатер, принц-епископ на Сион (* 1684 г.)
- 20 януари – Готлиб фон Хезелер, немски предприемач (* 1701 г.)
- 20 януари – Даниел Майчел, немски професор (* 1693 г.)
- 20 януари – Франц Йосиф фон Ремхинген, немски генерал (* 1684 г.)
- 26 януари – Антон Келер, швейцарски политик (* 1673 г.)
- 26 януари – Жан-Франсоа де Трой, френски художник (* 1679 г.)
- 30 януари – Йохан Еш, немски производител на трикотаж (* 1682 г.)
- 3 февруари – Васмут фон Винцингероде, немски благородник (* 1671 г.)
- 3 февруари – Оока Тадасуке, японски самурай (* 1677 г.)
- 3 февруари – Софи Сабрина Апицш, измамница от 18 век (* 1692 г.)
- 4 февруари – Луи I дьо Бурбон, херцог на Орлеан, френски херцог (* 1703 г.)
- 9 февруари – Фредерик Хаселкуист, шведски ботаник (* 1722 г.)
- 9 февруари – Фридрих фон Стош, пруски генерал (* 1689 г.)
- 10 февруари – Ан-Анриет Бурбон-Френска, френска благородничка (* 1727 г.)
- 15 февруари – Бенте Броберг, най-известната жена в историята на Фарьорските острови (* 1667 г.)
- 17 февруари – Бернхарс Хайнрих фон Борнщед, пруски генерал (* 1693 г.)
- 21 февруари – Готфрид Шедел, руски архитект (* 1680 г.)
- 21 февруари – Самюел Пепло, епископ на Честър (* 1667 г.)
- 7 март – Пиетро Гримани, 115-ият венециански дож (* 1677 г.)
- 7 март – Пиетро Каструци, италиански композитор (* 1679 г.)
- 9 март – Клод Жофроа, френски ботаник (* 1685 г.)
- 10 март – Йохан Кристоф Кньофел, немски архитект (* 1686 г.)
- 10 март – Йохан Херинг, немски историк (* 1683 г.)
- 11 март – Еремия Бунзен, немски художник (* 1688 г.)
- 15 март – Балтазар Ахлефелд, немски генерал (* 1684 г.)
- 16 март – Венцислаус Йорхан, немски скулптор (* 1695 г.)
- 17 март – Елизабет Портър, съпруга на Самюел Джонсън (* 1689 г.)
- 17 март – Жак-Пиер де ла Жонкиер, френски адмирал (* 1685 г.)
- 19 март – Джоузеф Шмузер, немски архитект (* 1683 г.)
- 23 март – Жан Шарл дьо Фолар, френски писател (* 1669 г.)
- 25 март – Темпъл Стениън, английски политик (* 1675 г.)
- 5 април – Кристиан Албинус, немски лекар († 1699 г.)
- 6 април – Даниел Хофман, немски лекар († 1695 г.)
- 6 април – Пиетро Лигари, италиански художник († 1686 г.)
- 6 април – Фридрих Кристиан Глуме, пруски скулптор († 1714 г.)
- 10 април – Уилям Чеселден, английски бръснар-хирург († 1688 г.)
- 16 април – Антон Стурм, немски художник († 1686 г.)
- 18 април – Йозеф Дитше, немски скулптор († 1708 г.)
- 20 април – Йохан Франц Капелини фон Викенбург, немски барон († 1677 г.)
- 27 април – Анри дьо Фаван, френски художник († 1668 г.)
- 4 май – Августин Лейсер, немски юрист († 1683 г.)
- 5 май – Едуард Диконсън, английски епископ († 1670 г.)
- 6 май – София фон Саксония-Вайсенфелс, немска принцеса († 1684 г.)
- 22 май – Йохан Тиле, немски художник († 1685 г.)
- 28 май – Ренатус фон Зинзендорф, немски граф († 1727 г.)
- 30 май – Карл Имендорф, немски йезуит († 1692 г.)
- 3 юни – Албрехт Верпортен, немски богослов (* 1672 г.)
- 4 юни – Даниел Марот, холандски архитект (* 1661 г.)
- 4 юни – Карл фон Мекленбург, немски благородник (* 1708 г.)
- 8 юни – Йохан Кристиан фон Хенике, немски политик (* 1681 г.)
- 11 юни – Йохан Якоб фон Меле, немски теолог (* 1721 г.)
- 11 юни – Йохан Янке, немски писател (* 1702 г.)
- 14 юни – Шарл Антоан Коупел, френски художник (* 1694 г.)
- 15 юни – Михаел Агнетлер, немски ботаник (* 1719 г.)
- 16 юни – Джойзеф Бътлър, английски теолог (* 1692 г.)
- 19 юни – Йеронимус Хас, немски производител на клавесини (* 1689 г.)
- 26 юни – Хулио Алберони, италиански кардинал (* 1664 г.)
- юли – Лоурънс Вашингтон, брат на Джордж Вашингтон (* 1718 г.)
- 4 юли – Антон фон Вайсенщайн, немски свещеник (* 1670 г.)
- 12 юли – Вилхелм Щайнбах, немски историк (* 1691 г.)
- 17 юли – Йохан Грьоч, немски теолог (* 1688 г.)
- 20 юли – Йохан Кристоф Пепуш, немски композитор (* 1667 г.)
- 24 юли – Майкъл Фестинг, английският композитор (* 1705 г.)
- 4 август – Георг Шарбоние, френски художник (* 1678 г.)
- 12 август – Антонио Корадини, италиански скулптор (* 1688 г.)
- 14 август – Георг Швиндел, немски теолог (* 1684 г.)
- 14 август – Хедуиг Фридерике фон Вюртемберг-Вейлтинген, немска херцогиня (* 1691 г.)
- 18 август – Агапий Галатищки, гръцки светец (* 1710 г.)
- 22 август – Пердо Цебриан, испански дипломат (* 1687 г.)
- 22 август – Уилям Уистън, английски учен (* 1667 г.)
- 26 август – Филип Ото фон Грумбков, пруски държавник (* 1684 г.)
- 27 август – Франц Майер, швейцарски свещеник (* 1688 г.)
- 30 август – Кристиан Лудвиг Шийл фон Плесен, датски благородник (* 1676 г.)
- 5 септември – Колумбан Гигл, немски свещеник (* 1686 г.)
- 11 септември – Йоаким Йетце, пруски фелдмаршал (* 1673 г.)
- 12 септември – Казимир фон Бонин, пруски генерал (* 1691 г.)
- 13 септември – Йохан Конрад Крейлинг, немски химик (* 1673 г.)
- 14 септември – Рудолф Нолти, немски историк (* 1703 г.)
- 17 септември – Каспар Овербек, немски теолог (* 1670 г.)
- 18 септември – Джон Крю, британски политик (* 1709 г.)
- 19 септември – Луи Фузелиер, френски драматург (* 1672 г.)
- 28 септември – Кристиан Бауер, немски теолог (* 1696 г.)
- 2 октомври – Мигел де Борнонвил, испански благородник (* 1672 г.)
- 19 октомври – Кристоф Лудвиг фон Стил, пруски генерал (* 1696 г.)
- 24 октомври – Кристиан Фалстер, датски поет (* 1690 г.)
- 2 ноември – Йохан Бенгел, немски теолог (* 1687 г.)
- 5 ноември – Карл Дюкер, немски юрист (* 1670 г.)
- 6 ноември – Ралф Ърскин, шотландски проповедник (* 1685 г.)
- 12 ноември – Ханс Кристоф фон Геминген, немски благородник (* 1677 г.)
- 28 ноември – Волф Маршал, немски свещеник (* 1687 г.)
- 28 ноември – Йохан Вернер, немски свещеник (* 1684 г.)
- 5 декември – Карл Лудвиг фон Геминген, немски земевладелец (* 1700 г.)
- 6 декември – Лудвиг фон Хаке, немски барон (* 1682 г.)
- 11 декември – Адолф Фридрих III, херцог на Мекленбург-Щрелиц (* 1686 г.)
- 14 декември – Йоаким Финтелман, кралски градинар (* ? г.)
- 19 декември – Едуард Майнерс, немски богослов (* 1691 г.)
- 24 декември – Франц Антон фон Дюкер, немски свещеник (* 1700 г.)
- 26 декември – Йохан Хинюбер, немски юрист (* 1672 г.)